# Pieczarki (powiat węgorzewski)
Pieczarki – wieś w Polsce położona w województwie warmińsko-mazurskim, w południowej części powiatu węgorzewskiego, w gminie Pozezdrze nad jeziorem Dgał Wielki. W pobliżu miejscowości znajdują się inne jeziora: Dargin (część kompleksu jeziora Mamry), Skarż Wielki z zatoką Skarż Mały, oraz sródleśne: Warniak i Dgał Mały. Wieś jest siedzibą sołectwa, leży 8 km na północ od Giżycka, wzdłuż drogi powiatowej nr 1732 łączącej Kuty i Pozezdrze przez Świdry z Giżyckiem. Przez miejscowość biegną trasy rowerowe. Wieś ma charakter rzędówki, na wschód od drogi asfaltowej znajduje się zabudowa kolonijna, zaś nad jeziorem Dgał Wielki miejscowość nabiera charakteru wsi letniskowej. We wsi znajduje się Doświadczalny Ośrodek Zarybieniowy "Dgał" oraz ośrodek wypoczynkowy Pałacu Młodzieży w Warszawie.

## Przynależność administracyjna
- 1957-1975 - województwo olsztyńskie - powiat węgorzewski – gmina Pozezdrze.
- W latach 1975–1998 miejscowość administracyjnie należała do województwa suwalskiego, gminy wiejskiej Pozezdrze.
- 1 stycznia 1999 - 31 grudnia 2001 - powiat giżycki – gmina wiejska Pozezdrze.
- Od 1 stycznia 2002 - powiat węgorzewski – gmina wiejska Pozezdrze.

We wsi powstała inicjatywa mieszkańców o przyłączenie miejscowości do gminy Giżycko.

## Historia
Początki Pieczarek nie są znane, ale na terenie obecnej wsi już w XV wieku istniał młyn (nad strugą łączącą jeziora Dgał Wielki i Skarż) oraz huta żelaza, wykorzystująca okoliczne pokłady rudy darniowej. W 1481 roku młyn i hutę nabył od Marcina Leckiego wraz z jedną włóką i czterema morgami na prawie magdeburskim niejaki Jan Pieczarka, który założył w tym miejscu wieś. 16 kwietnia 1529 roku książę Albrecht nadał mieszkańcom wsi 30 włók, z czego sołtysowi Janowi trzy. W XVI wieku nazywano wieś raz Pietzarken (Pieczarki), drugi raz Gehlingen od nazwiska Prusaka, który był tu smolarzem i rybakiem, w końcu jednak polska nazwa Pieczarki wyparła staropruską. Był to dowód, że wieś uległa całkowitej polonizacji. W 1540 roku we wsi mieszkał sołtys, młynarz, dwudziestu chłopów czynszowych i jeden zagrodnik. W 1710 roku zmarło tu na dżumę 108 osób. Pieczarki były wsią królewską, jej mieszkańcy płacili czynsz i odrabiali robociznę na rzecz majątku domeny państwowej w Węgorzewie. Według spisu z 1858 roku wieś posiadała obszar 42 włók i zamieszkana była przez 398 osób. W roku 1939 miała 431 mieszkańców.
Już w latach 1760, 1765, 1766 i 1774 mieszkańcy Pieczarek ubiegali się o założenie szkoły. Otrzymali ją w 1787 roku. W roku 1853 uczęszczało do niej 74 dzieci, spośród których 55 znało tylko język polski. W 1935 roku była to szkoła dwuklasowa, miała dwa etaty nauczycielskie i 93 uczniów. W 1931 roku nazwę wsi urzędowo zmieniono z Pietzarken na Bergensee. Nazwę Pieczarki przywróciła po wojnie Komisja Ustalania Nazw Miejscowych. W 2001 roku wieś zamieszkiwały 164 osoby.
na podst. książki: "Węgorzewo - z dziejów miasta i powiatu" Andrzej Wakar i Bohdan Wilamowski, Pojezierze, Olsztyn, 1968.

## Historyczne nazwy wsi
- Gehlingen (1529)
- Piezarken (1627)
- Pietzarken (1930)
- Bergensee (1932)

## Ślady przeszłości

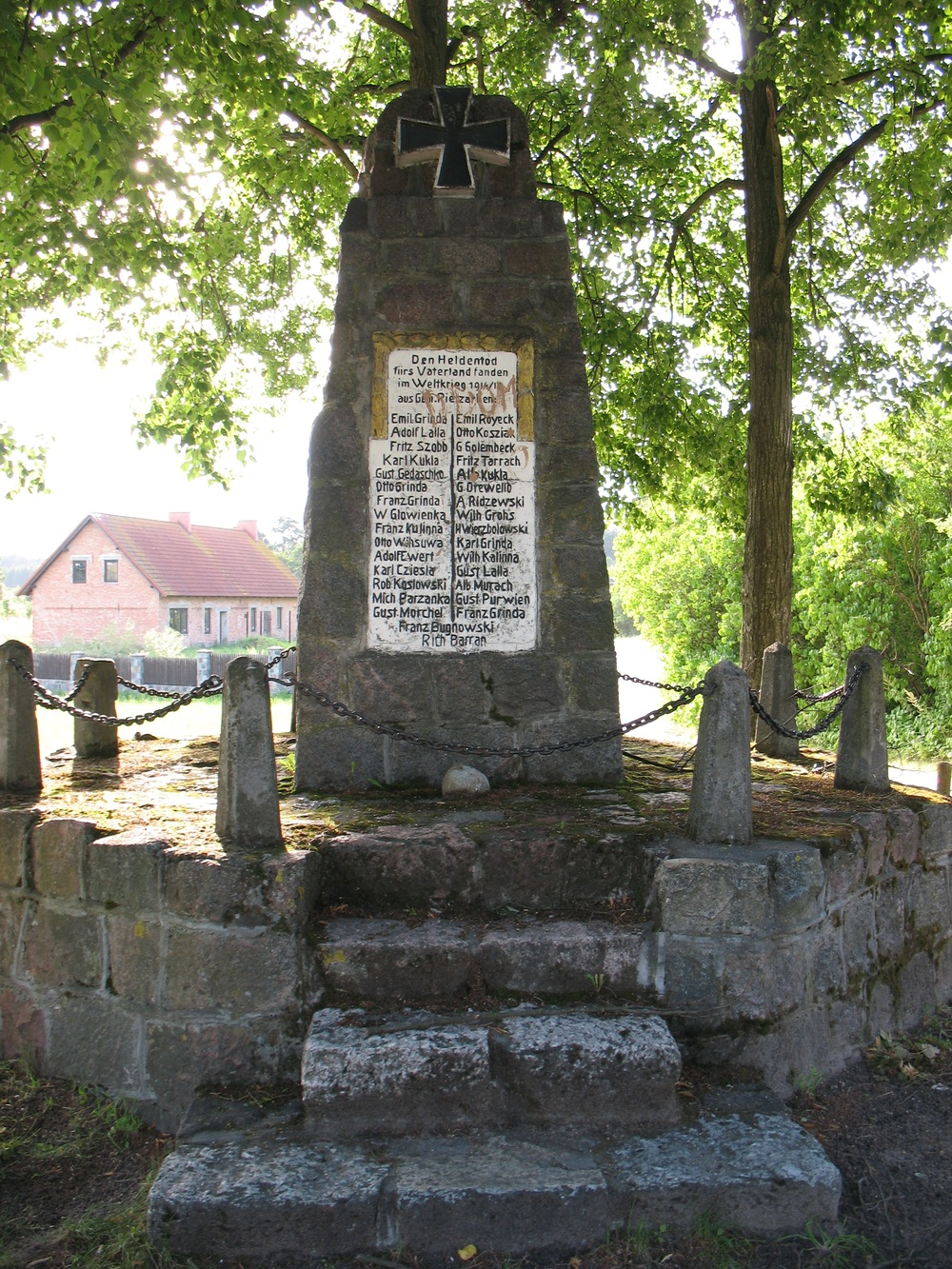
Obelisk poświęcony ofiarom I wojny światowej znajdujący się w centrum Pieczarek

Obelisk z kamienia polnego w centrum wsi poświęcony ofiarom bitwy nad jeziorami mazurskimi 8-9 września 1914 roku. Na tablicy znajduje się napis:

Den Heldentod

fürs Vaterland fanden

im Weltkrieg 1914/18

aus Gem. Pietzarken

zaś poniżej wymienione są 32 nazwiska i imiona poległych. Po drugiej stronie pomnika znajduje się hasło:

Ehre dem Volke das seine Gefallenen ehret!

oraz marmurowa tablica upamiętniająca ofiary II wojny światowej.
W miejscowości znajdują się cztery stare cmentarze:
Wiejski cmentarz ewangelicki z kwaterą wojenną żołnierzy niemieckich poległych w czasie I wojny światowej, położony na południowym stoku wzniesienia w południowej części wsi przy drodze gruntowej prowadzącej z Pieczarek do jeziora Skarż i Nowego Harszu, 200 m od drogi asfaltowej. Pochowano tam 6 żołnierzy niemieckich poległych w walkach pozycyjnych toczonych w grudniu 1914 roku. (5 żołnierzy zginęło 4 grudnia 1914 r. i jeden 10 grudnia 1914 r.)
Wiejski cmentarz ewangelicki z przełomu XIX i XX wieku nad jeziorem Dgał Wielki, porośnięty żywotnikami i sosnami. Znajduje się tam mogiła braci Grinda poległych w czasie II wojny światowej oraz trzy zabytkowe żeliwne krzyże. Na mogiłach i krzyżach widnieją nazwiska, m.in.: Rumey, Peikowsky, Kuehn, Lalla, Stasch, Kosziak, Kuklinski.
Rodzinny cmentarz ewangelicki z początku XX wieku położony na kolonii wśród pól, na północny wschód od wsi, przy drodze do Pozezdrza. Zachowały się szpalery sosen wzdłuż granicy cmentarza.
Najstarszy we wsi cmentarz bez współczesnych śladów w terenie znajduje się w miejscu obecnego boiska.
Stare zabudowania wiejskie (chałupy, budynki gospodarcze).
Mały jaz na cieku łączącym jezioro Skarż Wielki z Darginem.
Ślady staropruskiej osady na dawnej sztucznej wyspie usypanej na śródjeziornej płyciźnie jeziora Dgał Wielki połączonej z lądem drewnianym pomostem.
Ślady piętnastowiecznej bytności dawnych mieszkańców wsi (resztki młyna, ceramika) odkryte przez archeologów przy strudze łączącej jezioro Dgał Wielki i Skarż.

## Gospodarka
Na północy wsi nad jeziorem Dgał Wielki położony jest Doświadczalny Ośrodek Zarybieniowy "Dgał" należący do Instytutu Rybactwa Śródlądowego w Olsztynie. Obiekt zmodernizowano przy udziale środków ekofunduszu. Dgał Wielki wraz ze śródleśnymi jeziorkami Dgał Mały i Warniak jest jeziorem hodowlanym, w którym obowiązuje zakaz połowu ryb i kąpieli. Najbliższym jeziorem dostępnym turystom jest Dargin - środkowa część Mamr.
Zakład wydobywczy i sortownia piasku, żwiru i kamieni przy drodze gruntowej prowadzącej z Pieczarek do Spytkowa. Ze sztucznie usypanego wzgórza roztacza się panorama wsi oraz jezior: Dargin i Dgał Wielki.
Gospodarstwa agroturystyczne, z których jedno jest malowniczo położone w lesie w sąsiedztwie jezior Warniak i Dgał Mały.
Nad Darginem znajduje się ośrodek wypoczynkowy warszawskiego Pałacu Młodzieży, oraz dwa ogólnodostępne pola biwakowe. Ośrodek wypoczynkowy oraz jedno z pól biwakowych (położone dalej na północ) mimo powszechnie uznawanej przynależności do Pieczarek, znajdują się w obrębie geodezyjnym Harsz.
Lasy wokół Pieczarek w przeważającej części należą do Lasów Państwowych i zarządzane są przez Nadleśnictwo Borki w Kruklankach.
W 2010 roku zmodernizowano drogę powiatową prowadzącą przez wieś oraz biegnącą w kierunku Giżycka, w miejscowości wybudowano chodniki.
Dawniej we wsi funkcjonował sklep spożywczo-przemysłowy znajdujący się przy drodze gruntowej prowadzącej z Pieczarek do jeziora Dargin i Nowego Harszu.